# Jimmy Fontana
Jimmy Fontana, właśc. Enrico Sbriccoli (ur. 13 listopada 1934 w Camerino, zm. 11 września 2013 w Rzymie) – włoski aktor, kompozytor i piosenkarz. 
Jego największe przeboje to między innymi Non te ne andare (1963) oraz Il mondo, dzięki którym zdobył pierwsze miejsce na włoskich listach przebojów w 1965 r., a także Che Sara, wykonywane również przez José Feliciano i Ricchi e Poveri.

## Dyskografia
- Arrivederci (1996)
- Il Mondo (1997)
- I Grandi Successi originali (2001)

## Filmografia
- Il Sole è di tutti (1968)
- Quando dico che ti amo (1968)
- Viale della canzone (1965)
- Canzoni in... bikini (1963)
- La Voglia matta (1962)
- Io bacio... tu baci (1961)